# Deutscher Volksbund für Polnisch-Schlesien
Der Deutsche Volksbund für Polnisch-Schlesien, abgek. DVB (1921–1925: Deutsch-oberschlesischer Volksbund für Polnisch-Schlesien zur Wahrung der Minderheitsrechte) war eine Organisation der deutschen Minderheit in der Autonomen Woiwodschaft Schlesien.

## Geschichte
Die Vereinigung wurde am 8. November 1921 in Kattowitz unter der Bezeichnung Deutsch-oberschlesischer Volksbund zur Wahrung der Minderheitenrechte gegründet. Im Jahr 1925 erfolgte die Namensänderung in Deutscher Volksbund für Polnisch-Schlesien. Erster Präsident des Volksbundes war Karl Egon von Reitzenstein (1873–1924), sein Nachfolger von 1925 bis 1929 Edwin Henckel von Donnersmarck (1865–1929), gefolgt von Hans Heinrich von Pleß, dem Sohn von Fürst Hans Heinrich XV. von Hochberg. Die eigentliche Führung lag jedoch beim Vorstand, den über alle Jahre hinweg Otto Ulitz als Vorsitzender leitete.
Die Aufgabe des Volksbundes war die Wahrung der von Polen verfassungs- und vertragsmäßig garantierten Rechte der deutschen Minderheit sowie die Erhaltung und Pflege deutscher Kultur und Wirtschaft.
Der 2002 gegründete Hauptrat der Deutschen Oberschlesier sieht sich als Nachfolgeorganisation des Deutschen Volksbundes.